# Сергеев, Николай Александрович (Герой Советского Союза)
Николай Александрович Сергеев (1913—1942) — гвардии майор Рабоче-крестьянской Красной Армии, участник Великой Отечественной войны, Герой Советского Союза (1943).

## Биография
Николай Сергеев родился 9 мая 1913 года в деревне Выломово (ныне — Лысьвенский городской округ Пермского края). После окончания семи классов школы работал на заводе. В 1933 году Сергеев был призван на службу в Рабоче-крестьянскую Красную Армию. В 1936 году он окончил Ульяновское танковое училище. С начала Великой Отечественной войны — на её фронтах.
К декабрю 1942 года гвардии майор Николай Сергеев командовал 20-м гвардейским танковым полком 3-й гвардейской механизированной бригады 1-го гвардейского механизированного корпуса 3-й гвардейской армии Юго-Западного фронта. Отличился во время Сталинградской битвы. 16-17 декабря 1942 года полк Сергеева выполнял задание командования по прорыву немецкой обороны в районе хутора Астахов Сталинградской области. Сергеев лично вёл свой полк в бой. В первой же атаке танкисты уничтожили 2 артиллерийские батареи, 6 противотанковых орудий и около батальона пехотинцев. В том бою танк Сергеева был подбит, однако майор, несмотря на полученные ожоги ног, пересел в другой танк и возглавил вторую атаку. Во время второй атаки полку удалось занять хутор, уничтожив 12 артиллерийских орудий и около батальона пехотинцев. В разгар боя танк Сергеева был подбит, экипаж сражался, пока машина не взорвалась. Похоронен в братской могиле в селе Пронин Серафимовичского района Волгоградской области.
Указом Президиума Верховного Совета СССР «О присвоении звания Героя Советского Союза начальствующему и рядовому составу Красной Армии» от 31 марта 1943 года за  «образцовое выполнение боевых заданий командования на фронте борьбы с немецкими захватчиками и проявленные при этом отвагу и геройство» удостоен посмертно высокого звания Героя Советского Союза.
Также был награждён орденами Ленина и Красного Знамени.

## Память
В 2006 году Почта России выпустила художественный маркированный конверт России посвященный Николаю Александровичу Сергееву.